# Trachypus bicolor
Trachypus bicolor är en bladmossart som beskrevs av Reinwardt och Hornschuch 1829. Trachypus bicolor ingår i släktet Trachypus och familjen Trachypodaceae. Inga underarter finns listade i Catalogue of Life.